# Španělsko na Letních olympijských hrách 1980
Španělsko se účastnilo Letní olympiády 1980 v Moskvě. Zastupovalo ho 155 sportovců (146 mužů a 9 žen) v 18 sportech.

## Medailisté
| Medaile | Jméno                                 | Sport         | Soutěž                     |
| ------- | ------------------------------------- | ------------- | -------------------------- |
| Zlato   | Alejandro Abascal Miguel Noguer       | Jachting      | Muži třída Bludný Holanďan |
| Stříbro | Jorge Llopart                         | Atletika      | Muži chůze na 50 km        |
| Stříbro | Družstvo mužů                         | Pozemní hokej | turnaj mužů                |
| Stříbro | Guillermo del Riego Herminio Menéndez | Kanoistika    | Muži kajak K-2 500 metrů   |
| Bronz   | David López-Zubero                    | Plavání       | Muži motýlek 100 m         |
| Bronz   | Luis Gregorio Ramos Herminio Menéndez | Kanoistika    | Muži kajak K-2 1000 m      |